# الدون (آیووا)
الدون (به انگلیسی: Eldon) شهری در ایالت آیووا کشور ایالات متحده آمریکا است که جمعیت آن در سرشماری سال ۲۰۱۰ میلادی، ۹۲۷ نفر بوده‌است.